# Maurice André
Maurice André, (Alèst (Occitània), 21 de maig, 1933 - Baiona (Iparralde), 25 de febrer, 2012), va ser un trompetista clàssic francès.
Va ser professor de trompeta al Conservatori Nacional de Música de París on va introduir l'ensenyament de la trompeta picota, especialment per al repertori barroc. Inspirant moltes innovacions de l'instrument, el seu gran domini tècnic i el seu profund sentit artístic van contribuir durant cinquanta anys a popularitzar la trompeta arreu del món.
Maurice André va tocar i enregistrar els grans concerts del repertori amb els directors més il·lustres del seu temps.

## Biografia
Aprenentatge i inicis
Maurice André provenía d'una família de miners. L'any 1944 va començar dos anys aprenent solfeig abans de poder tocar el seu primer cornet, un premi obsequi per a un pare d'origen modest. Baixa a la mina dels catorze als divuit, mentre comença a estudiar la trompeta, amb el seu pare, Marcel-Jean André, gran amant de la música clàssica, com a primer professor. El seu germà Raymond també és trompetista i faran uns quants concerts i enregistraments junts, destacant el concert per a dues trompetes de Vivaldi.
Aleshores, va ser Léon Barthélémy, secretari-comptable dels escorxadors d'Alès i antic alumne de trompeta de Merri Franquin, qui guiaria el jove Maurice André en els seus primers estudis musicals.
Al Conservatori de París, on va ingressar el 1951 després d'enrolar-se com a trompetista al 8è regiment de senyals, va ser deixeble de Raymond Sabarich i va obtenir un primer premi d'honor de cornet el 1952 i un primer premi de trompeta l'any següent (juliol). 9, 1953). Es va incorporar a l'Orquestra de la "Société des concerts du Conservatoire" al costat de Louis Menardi. Ràpidament es va consolidar com la figura destacada d'una generació de trompetistas francesos: va ser trompeta principal als concerts de l'orquestra Lamoureux (1953-1960), a l'orquestra filharmònica de l'ORTF (1953-1963) i a l'Opéra-Comique (1962). -1967).
A la tardor de 1953, va gravar el seu primer disc amb Erato amb l'orquestra Jean-François Paillard, que comptava amb compositors italians.
També toca al circ Medrano, al teatre Mogador i alhora realitza alguns enregistraments d'estudi amb, en particular, Henri Salvador i Charles Trenet (trompeta d'embocadura a la cançó Nationale 7 el 1955).

## L'ascens
L'any 1955 va guanyar el primer premi del concurs internacional d'interpretació musical de Ginebra. Va tocar com a solista i la seva carrera es va enlairar internacionalment després del primer premi que va guanyar al concurs internacional de música ARD de Múnic el 1963. Primer li havien demanat formar part del jurat però va preferir participar com a candidat, ja que mai ja va provar aquest concurs abans (ell mateix diu que el guanyador, com que està millor pagat que un membre del jurat, l'elecció es va fer ràpidament). Després de l'èxit en aquests dos concursos, serà convidat com a solista pels més grans directors.
Va concert rere concert i il·lumina el públic amb la formidable interpretació del 2n Concert de Brandenburg de Bach, que interpreta amb facilitat i lleugeresa. Aquesta peça es convertirà en el seu "signe de reconeixement" amb la badinerie de la Suite en si menor. Del 1967 al 1978, va ser professor al Conservatori de París, succeint al seu mestre Raymond Sabarich, allà va introduir la trompeta petita (piccolo) per al repertori barroc. Hi va formar més d'un centenar de trompetistas, entre ells Bernard Soustrot, Guy Touvron, Éric Aubier, Thierry Caens.
Maurice André tocarà amb els millors directors com Jean-François Paillard (segons les seves pròpies paraules, el director les opcions artístiques del qual va apostar més completament), Karl Richter, Herbert von Karajan, Karl Münchinger, Riccardo Muti, Jesús López Cobos, Michel Plasson, Charles Mackerras, Karl Böhm, Leonard Bernstein. Sempre amb senzillesa i modèstia.
L'any 1980, el programa de Jacques Chancel —"Le Grand Échiquier"— li va obrir les portes1 i un públic molt nombrós i jove va descobrir la seva expressió musical. L'èxit d'aquest espectacle impulsarà a repetir l'experiència, vuit anys després. En els mateixos anys, va ser àmpliament popularitzat per la seva participació al programa "Dimanche Martin" conduït per Jacques Martin, que va promocionar l'àlbum Le Meilleur de moi-even el 1988.
La seva activitat discogràfica és impressionant: va realitzar més de 255 enregistraments, dels quals prop de 50 realitzats amb l'orquestra de cambra Jean-François Paillard.
Malgrat una carrera plena d'èxits, Maurice André no ha oblidat mai els seus humils orígens, als quals fa referència a cada concert o programa de televisió. En particular, va gravar moltes melodies populars amb el mateix rigor que els grans concerts clàssics.
Fidel a l'amistat, visita sovint a la regió del Nord Pas de Calais el seu gran amic Germain Santer, director general dels establiments de Sainthimat, mecenes i patrocinador del Tour de França. A la dècada del 2000, fins i tot va ocupar el seu lloc modestament al costat dels músics de l'harmonia de Caudry (Nord) liderats pel clarinetista jazzman André Dufour.

## Darrers anys
Maurice André va viure molts anys a Presles-en-Brie on l'escola pública porta el seu nom en el seu homenatge. Després es va retirar a Urruña, al País Basc, on es va dedicar a la talla de fusta entre dues peces de trompeta. Va continuar donant classes magistrals a joves trompetistas prometedors, com Rubén Simeó.
L'any 2003, la revista "Brass Bulletin", especialitzada en instruments de metall, va realitzar una enquesta internacional als músics per definir un Top 12 dels millors músics de metall del segle xx. Maurice André surt al capdavant d'aquest rànquing (amb 848 vots), per davant de Louis Armstrong (649 vots).
El diumenge 1 de juny de 2008, en presència de la seva dona i els seus fills, durant la missa d'acció de gràcies celebrada a la catedral de Sant Joan Baptista d'Alès, va rebre un missatge del papa Benet XVI així com la benedicció apostòlica del Sant Pare. .
Després d'una intensa carrera desenvolupada fins a principis dels anys noranta, amb a vegades prop de 250 dates programades el mateix any, Maurice André va oferir el seu darrer concert el 9 d'octubre de 2008, a la Catedral de Sant Nasari de Besiers, als setanta anys. -cinc anys.
Va morir el 25 de febrer de 2012 a l'edat de 78 anys, a l'hospital de Baiona. Està enterrat a Lozère al cementiri de Saint-André-Capcèze. El dia del seu funeral a Alès hi van assistir nombrosos trompetistas d'arreu del món, antics alumnes o no, així com el director Michel Plasson.

## Distincions
- Cavaller Deco de la Legió d'Honor
- Membre honorari de la Royal Academy of Music de Londres. Està catalogat al llibre major com un dels tres-cents més grans músics de tots els temps, com Prokofiev, Mendelssohn o Stravinski.
- Medalla d'Or de la Societat Acadèmica Arts-Sciences-Lettres[6] el 2000.

Premis
A més de desenes de discos d'or i platí, Maurice André ha rebut nombrosos premis i guardons. Per exemple, el 1987, després tres vegades més, se li van atorgar les Victòries de la música clàssica.

## Contribució a la música

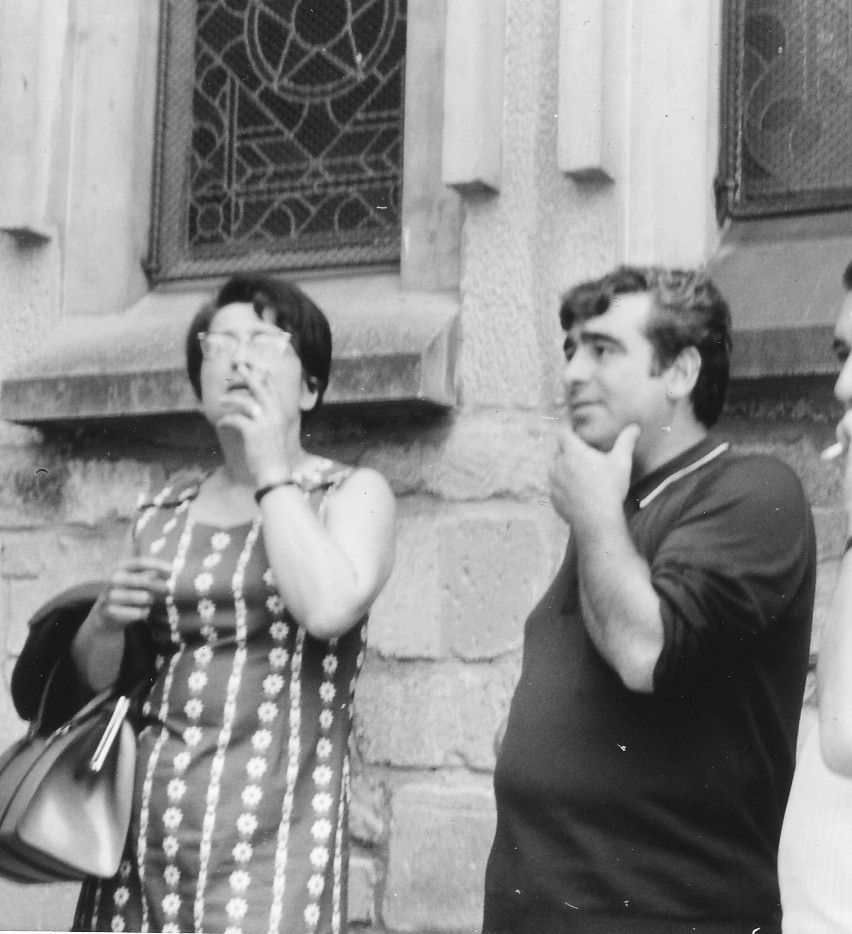
L'organiste Marie-Claire Alain et Maurice André al festival Bach de Saint-Donat el 1969.

Maurice André ha fet evolucionar considerablement el to de la trompeta, que s'ha convertit, gràcies a ell, en un instrument virtuós, però sobretot en un instrument melòdic. Moltes obres barroques i clàssiques, oblidades per la seva dificultat tècnica (ús quasi exclusiu de gammes altes) han ressuscitat gràcies a ell. Ha realitzat nombrosos enregistraments, sobretot amb la famosa organista Marie-Claire Alain. Junts van fer nombroses gires per Europa.
Va treballar, a partir d'un prototip dels anys 50, en estreta col·laboració amb la famosa empresa "Selmer" que fabrica, segons les seves instruccions, una trompeta piccolo en si bemoll agut amb quatre vàlvules especialment adaptades a aquest repertori. Aquesta col·laboració va durar fins a l'any 1985.
La trompeta coneix, gràcies a ell, una nova popularitat que porta molts emuladors al seu pas. També ha donat lloc a noves partitures: concerts d'Henri Tomasi, Boris Blacher i Marcel Landowski, Heptade i Arioso barroc d'André Jolivet, obres d'Antoine Tisné, Germaine Tailleferre i Jean-Claude Éloy. També encarregarà una obra al seu amic Claude Bolling que combina trio de jazz i solista clàssic: Toot suite. Sota el seu lideratge, la trompeta va recuperar les lletres de noblesa que havia adquirit al segle XVIII i l'Escola Francesa es va consolidar com la més important de finals del segle xx.
Maurice André també té un paper important en la música de quiosc d'estil country, ocupant un ampli repertori compost especialment a principis del segle xx, format per polques populars, marxes, escoceses i masurques, com les famoses Variations sur le carnival de Venise, o cançons populars, com Viens Poupoule, C'est l'piston (de Bourvil) o Le Corso Blanc.
Obert a tots els estils, també va interpretar música vienesa i música de cinema.

## Homenatges i posteritat
- L'any 1979, la ciutat de París va crear el concurs de trompetes Maurice-André, el primer dels concursos internacionals de la ciutat de París. * L'any 2006 va tenir lloc la sisena edició[7] del concurs (que es va celebrar cada tres anys a partir de 1997). El concurs va ser presidit per Maurice André, i el jurat va ser escollit entre els millors trompetistas d'arreu del món.
- A tot el món, les escoles de música porten el seu nom.[8]
- L'any 2012, el tercer concurs de joves artistes d'Alès va atorgar el premi Maurice-André a la secció de trompeta.

## Discografia
Uns 250 discos de vinil i cd que inclouen
| - Concert per a trompeta de Johann Nepomuk Hummel amb l'orquestra de cambra de Jean-François Paillard, Erato - Concert per a trompeta de Joseph Haydn amb l'Orquestra Simfònica de Bamberg dirigida Theodor Guschlbauer, Erato - Concerts barrocs italià - Trompeta i orgue - Diversos concerts de trompeta amb Herbert von Karajan - Concerts i sonates per a orquestra - Les obres mestres de la trompeta - Música a Notre-Dame amb Pierre Cochereau - Obres completes per a vents d'André Jolivet sota la direcció del compositor - La trompeta barroca - música per a trompeta - Trompeta d'or de Maurice André - Maurice André, els seus grans èxits - Els bons moments - Trompettissimo amb Jean-Michel Defaye - Els Nadals més bonics amb els Cantants de Saint Laurent, l'orquestra François Rauber | - La trompeta de totes les melodies - Balada per a trompeta - La trompeta del segle - The Best of Myself Publicació EMI Music Distribution (1988)3 - Suite Toot amb Claude Bolling - La Trompeta Extraordinària de Maurice André - Trompeta i piano amb Jean Hubeau (LP) - Maurice André i Marcel Lagorce - Quatre polques amb Marcel Lagorce (45 rpm) - Música de quiosc amb l'orquestra de la Guàrdia Republicana dirigida per Roger Boutry (1980) - Kiosque 1900 - Fantaisies, Polkas... orquestra de la Música dels Guardians de la Pau de París, direcció Claude Pichaureau, participació de Désiré Dondeyne - Country Gaieties and Country Surprises, orquestra d'André Carradot i els Drilles en Trilles - Trompeta especial, orquestra Jack Nilson (1965) - Album d'Or champêtre amb l'orquestra François Rauber (1984) - La trompeta d'or de Maurice André, vol. 1 i 2, amb orgue, contrabaix, bateria (1970) - Te deum H 146 de Marc-Antoine Charpentier, Cor de les Jeunesses Musicales de France, Orquestra Jean-François Paillard, dir. Louis Martini (1963) |

Gran part dels enregistraments en vinil de Maurice André no es reediten en CD.